# Trío para piano n.º 2 (Schumann)

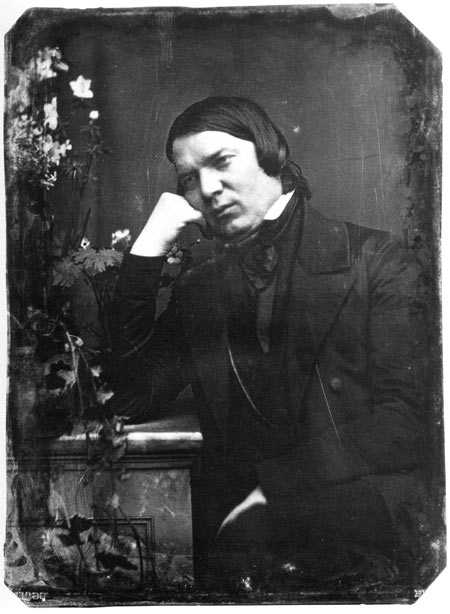
Robert Schumann en 1850.

El Trío para piano n.º 2 en fa mayor, Op. 80 es una pieza camerística para violín, violonchelo y piano compuesta por Robert Schumann en 1847.

## Historia
El año 1847 fue relativamente pobre en inspiración para Schumann en lo que a composición se refiere. Revisó la escena final de sus Escenas del Fausto de Goethe, WoO 3 que había escrito tres años antes. En abril esbozó la obertura de su ópera Genoveva, que dejó para el año siguiente. Durante el resto del año compuso algunas canciones, la breve obra coral Beim Abschied zu singen, Op. 84, así como sus dos primeros tríos para piano. En realidad los dos primeros tríos para piano de Schumann fueron escritos en estrecha sucesión, a pesar de la gran diferencia entre sus números de opus. El segundo trío para piano es más efervescente y alegre que el primero; el propio compositor dijo que causa una "impresión más amistosa e inmediata" que su predecesor.
La composición de la pieza tuvo lugar entre el 2 de agosto y principios de noviembre de 1847. Su estreno se celebró el 22 de febrero de 1850 en la Gewandhaus de Leipzig con la interpretación llevada a cabo por el violinista Ferdinand David, el violonchelista Julius Rietz junto a la pianista y esposa del compositor, Clara Schumann.
Robert escribió un total de tres tríos para violín, violonchelo y piano. El Trío n.º 1 en re menor Op. 63 y el Trío n.º 2 en fa mayor Op. 80 ambos son de 1847; el último es el Trío n.º 3 en sol menor Op. 110 de 1851. El primero de ellos, en re menor, suele ser estimado como el mejor de los tres. La calidad compositiva del segundo trío en fa mayor se considera a menudo inferior al resto. Por su parte, el tercer trío en sol menor muestra ya algunos signos de la decadencia creativa que acompañó al compositor durante su enfermedad mental. Schumann, a pesar de la intimidad de su música de cámara, favorece la armonía intrincada y los rasgos virtuosísticos al igual que en su música para piano solo. En sus tríos para teclado, el piano suele ser el protagonista.

## Estructura y análisis
La obra consta de cuatro movimientos:
- I. Sehr lebhaft, en fa mayor 6
8
- II. Mit innigem Ausdruck – Lebhaft, en re bemol mayor 4
4
- III. In mässiger Bewegung, en si bemol menor 3
8
- IV. Nicht zu rasch , en fa mayor 2
2

### I.Sehr lebhaft
El primer movimiento, con la indicación Sehr lebhaft (Muy vivo), está escrito en la tonalidad de fa mayor y en un animado compás de 6/8. Su estructura sigue la forma sonata. El vacilante primer tema es propiedad casi exclusiva del violín y el violonchelo, que tocan en paralelo. Las inusuales aventuras armónicas que caracterizan la pieza incluyen un énfasis en re mayor, que se convierte en la dominante de sol mayor, la armonía del grupo del segundo tema. Lo inusual es que en la tonalidad de fa mayor, sol mayor funciona como la dominante de do mayor en las obras de los predecesores de Schumann, no como una zona tonal propia. El papel melódico del piano aumenta en el segundo grupo, que da paso a un expansivo tema de cierre en el violín sobre un ligero acompañamiento en el piano. Un episodio imitativo y contrapuntístico al comienzo de la sección de desarrollo contrasta con la música homofónica interpretada hasta ahora, aunque gran parte del desarrollo se centra en el tema lírico final, que también cierra el movimiento.

### II.Mit innigem Ausdruck – Lebhaft
En el segundo movimiento lleva la indicación Mit innigem Ausdruck que significa "Con expresión íntima". Está escrito en re bemol mayor y en compás de 4/4. Al inicio se produce una estratificación contrapuntística. Los ritmos con puntillo en la melodía de cuerda contrastan con los constantes tresillos de la parte del piano, cuya mano izquierda aporta otra capa de melodía. Aunque empieza en re bemol mayor, el movimiento cambia rápidamente a la mayor para una veloz línea de violín. La sección central, marcada como Lebhaft ("Animado"), aporta material nuevo y desligado antes de la vuelta, muy transformada, a la parte inicial.

### III.In mässiger Bewegung
El tercer movimiento titulado In mässiger Bewegung que es "En un movimiento moderado", está escrito en si bemol menor y en compás de 3/8. Constituye un scherzo con tendencias canónicas. A diferencia del primer Trío para piano n.º 1, Op. 63 de Schumann, en esta ocasión el movimiento en ritmo ternario se sitúa en tercer lugar. Aparecen breves cánones entre el violín y el violonchelo en los comienzos tanto del movimiento como del tema contrastante del scherzo. En el escueto Trío, los pasajes imitativos se desarrollan entre el piano y el violonchelo, justo antes de una transformación del tema principal del scherzo. Una coda cierra esta pieza con un final tranquilo y ambiguo.

### IV.Nicht zu rasch
El cuarto y último movimiento está marcado como Nicht zu rasch que es "No demasiado rápido". Vuelve a la tonalidad inicial de fa mayor y el compás es alla breve. La densa parte para piano preside el movimiento a medida que cada aparición de la idea inicial se va transformando cada vez más.